# Nahr al-Barid (Syria)
Nahr al-Barid (arab. نهر البارد) – miejscowość w Syrii, w muhafazie Hama. W 2004 roku liczyła 4016 mieszkańców.